# ألبين مولر
ألبين مولر (بالألمانية: Albin Müller)‏ هو مهندس معماري ألماني، ولد في 13 ديسمبر 1871 في Dürrröhrsdorf-Dittersbach ‏ في ألمانيا، وتوفي في 2 أكتوبر 1941 في دارمشتات في ألمانيا.